# Jakobstad
Jakobstad (finsk: Pietarsaari) er en by og kommune i Österbotten, Finland. Jakobstad er en af de byer der ligger i den del af Finland, hvor hovedparten af indbyggerne taler svensk.